# Kobben (1966)
Kobben – okręt podwodny typu Kobben, zwodowany w 1964 roku, w latach 1964-2002 służył w Norweskiej Królewskiej Marynarce Wojennej, jako „Kobben” (S-318). W 2002 roku przekazany Polsce do szkolenia. W 2005 roku pozyskany przez Akademię Marynarki Wojennej, a w 2011 roku przetransportowany na teren uczelni i przebudowany na symulator.

## Historia
Budowę okrętu rozpoczęto w 1961 roku w niemieckiej stoczni Rheinstahl-Nordseewerke w Emden, zwodowano go 25 kwietnia 1964 roku, zaś 17 sierpnia tego samego roku pod nazwą „Kobben” wszedł do służby w norweskiej marynarce wojennej. To trzeci zbudowany okręt, który dał potem nazwę całej serii.

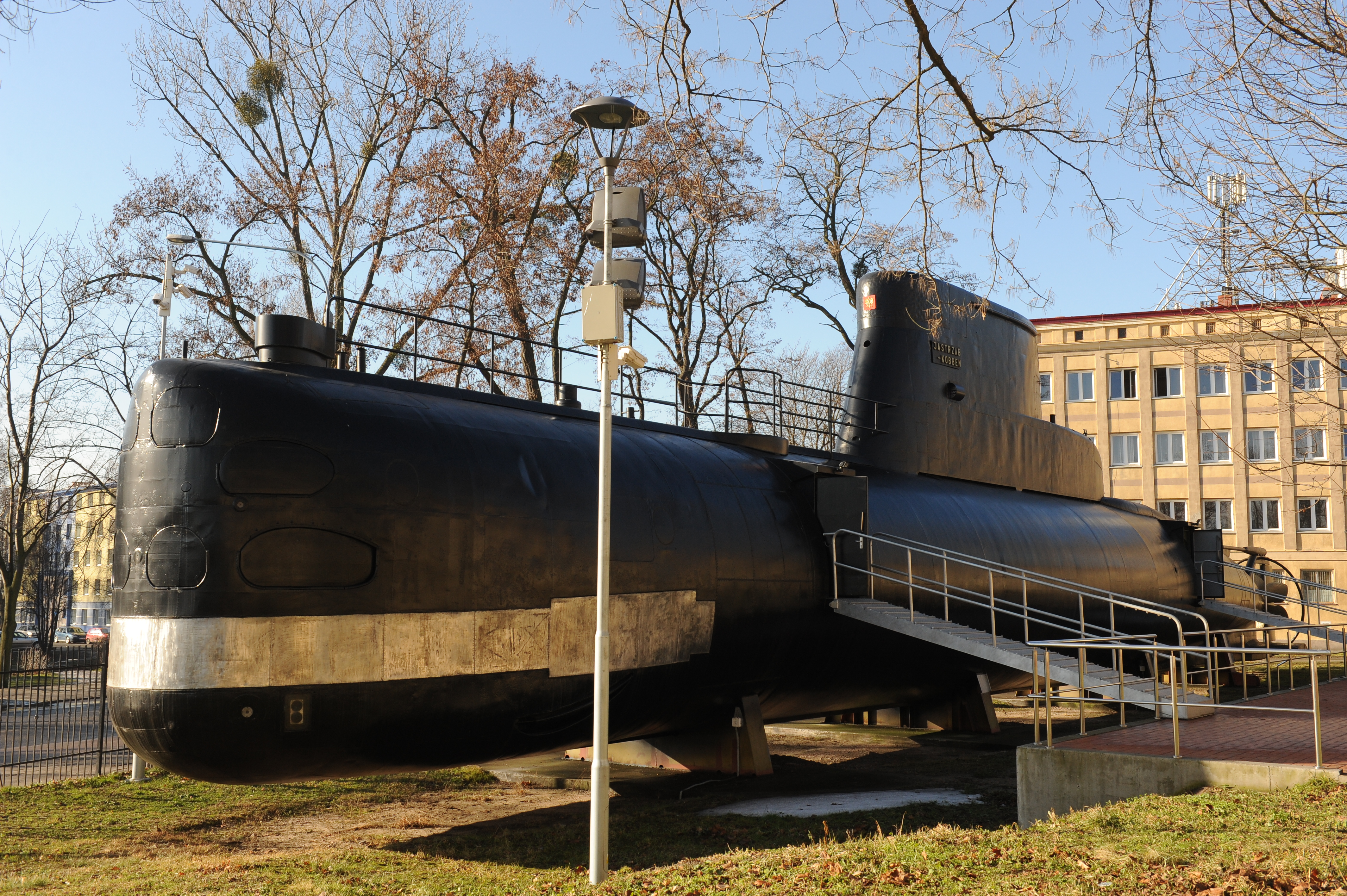
Burta okrętu-symulatora z widocznymi dodatkowymi wejściami.

13 maja 2002 roku w Oslo podpisano Porozumienie o współpracy pomiędzy Ministerstwem Obrony Narodowej RP, a Ministerstwem Obrony Królestwa Norwegii w sprawie przejęcia okrętów podwodnych typu KOBBEN. W jego wyniku Polsce zostało przekazanych 5 okrętów podwodnych wraz z uzbrojeniem i częściami zamiennymi, m.in. ex-KNM „Kobben” (S-318), który przeznaczony został na części zamienne. Okręt znalazł się w Polsce 9 czerwca 2002 roku. Nie został wcielony do Marynarki Wojennej i nie nadano mu polskiej nazwy, mimo że nieformalnie był nazywany „Jastrząb-Kobben” i miał przez krótki czas tabliczkę z taką nazwą, na pamiątkę okrętu podwodnego ORP „Jastrząb”, w nawiązaniu do pozostałych przemianowanych okrętów.
Ponieważ okręt nie został wprowadzony do służby w Marynarce Wojennej, nieprawidłowym jest poprzedzanie jego nazwy skrótowcem ORP.

## Przebudowa na symulator
Akademia Marynarki Wojennej pozyskała okręt pod koniec 2005 roku. W maju 2011 roku „Kobben” trafił do Stoczni Marynarki Wojennej, gdzie usunięto balast i zbędne urządzenia, wyczyszczono i zakonserwowano kadłub, na burcie wycięto otwory, w których zainstalowano drzwi. 12–14 grudnia 2011 roku okręt został przetransportowany barką do portu wojennego w Gdyni. Po przeniesieniu na nabrzeże, przetransportowano go do 8 grudnia na teren AMW. Za transport odpowiadał Portowy Zakład Techniczny. Okręt przesuwany był po specjalnym torze przez samodzielne siłowniki hydrauliczne. Po dotarciu na teren uczelni umieszczony został na specjalnie przygotowanych fundamentach.

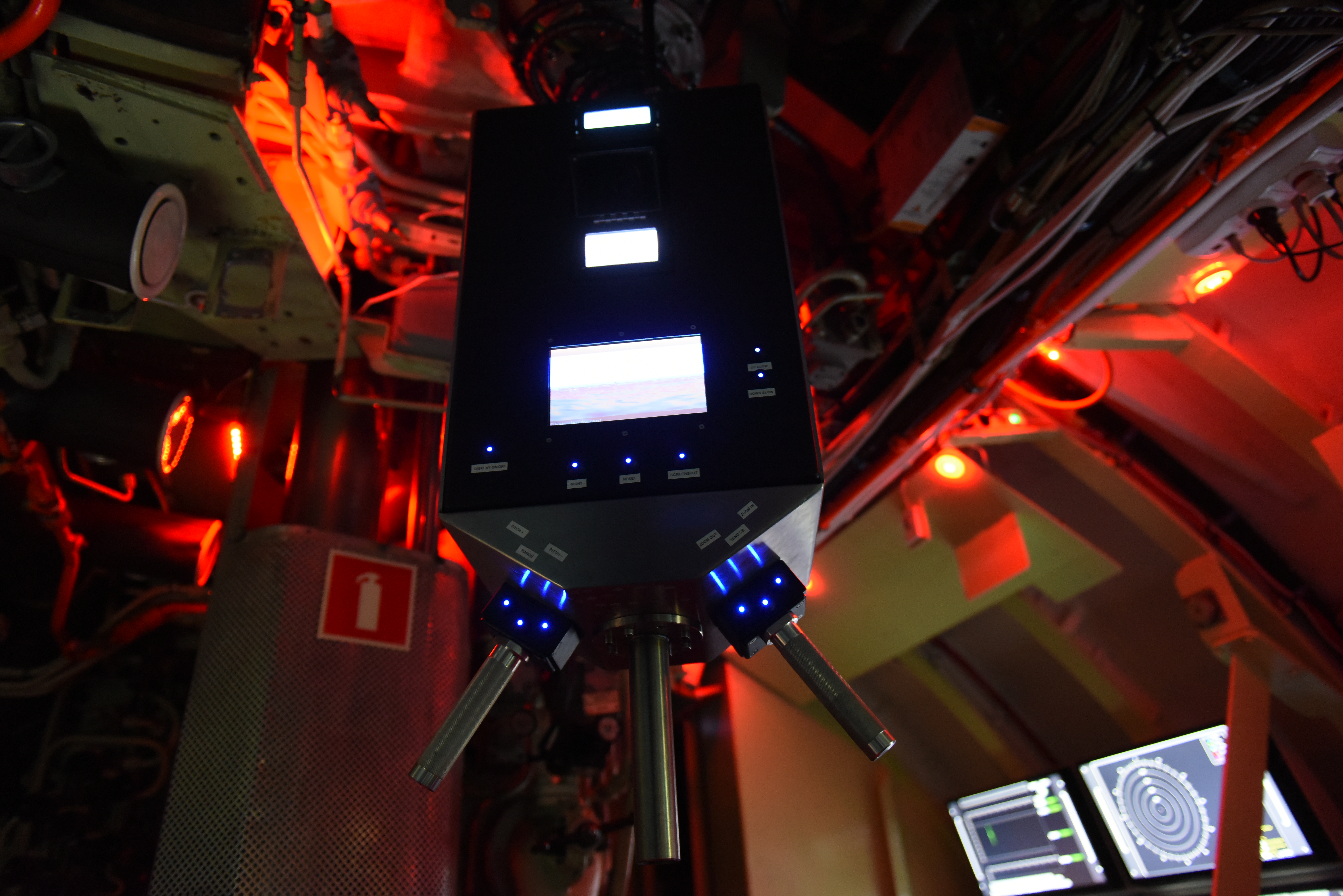
Fragment wnętrza okrętu-symulatora

Wewnątrz kadłuba okrętu znajdują się laboratoria, m.in. nawigacji podwodnej, uzbrojenia torpedowego, siłowni okrętowych oraz badawcze stanowisko obrony przeciwawaryjnej. Laboratoria zintegrowane są z istniejącymi i budowanymi w AMW symulatorami. Oprócz prowadzenia badań naukowych, prac rozwojowych i działalności dydaktycznej, jednostka jest wykorzystywana do promowania problematyki morskiej i zadań popularnonaukowych.